# Ronde van Italië 2022/Dertiende etappe
De dertiende etappe van de Ronde van Italië 2022 werd verreden op vrijdag 20 mei van San Remo naar Cuneo. Het betrof een vlakke etappe over 157 kilometer die werd gekleurd door een kopgroep van vijf man: Julius van den Berg, Pascal Eenkhoorn, Nicolas Prodhomme, Filippo Tagliani en Mirco Maestri. De vijf werkten goed samen en wisten samen op de enige beklimming van de dag zes minuten voorsprong te pakken op het peloton, waar rustig werd gereden om de sprinters niet te laten lossen. Tagliani moest de kopgroep echter laten gaan op de beklimming. Daarnaast moest de nummer vier van het klassement, Romain Bardet, opgeven.
Wat volgde was een kat-en-muisspel waar het peloton alle zeilen moest bijzetten om de kopgroep terug te halen deze mochten lang hopen op een etappezege. Op echter 700 meter van de streep was het gedaan en werd het toch een massasprint. Daarin was Arnaud Démare de beste; Phil Bauhaus' jump kwam net te laat om de Fransman van de etappe te houden.

## Uitslagen
| San Remo – Cuneo (157,0 km) |                  |                        |          |
| Plaats                      | Naam             | Ploeg                  | Tijd     |
| 1                           | Arnaud Démare    | Groupama-FDJ           | 3u18'16" |
| 2                           | Phil Bauhaus     | Bahrain Victorious     | z.t.     |
| 3                           | Mark Cavendish   | Quick Step-Alpha Vinyl | z.t.     |
| 4                           | Fernando Gaviria | UAE Team Emirates      | z.t.     |
| 5                           | Alberto Dainese  | Team DSM               | z.t.     |
| 6                           | Simone Consonni  | Cofidis                | z.t.     |
| 7                           | Dries De Bondt   | Alpecin-Fenix          | z.t.     |
| 8                           | Giacomo Nizzolo  | Israel-Premier Tech    | z.t.     |
| 9                           | Andrea Vendrame  | AG2R-Citroën           | z.t.     |
| 10                          | Tobias Bayer     | Alpecin-Fenix          | z.t.     |
|                             |                  |                        |          |
| 17                          | Sam Oomen        | Team Jumbo-VIsma       | z.t.     |

| Algemeen klassement |                    |                                    |           |
| Plaats              | Naam               | Ploeg                              | Tijd      |
| Roze trui           | Juan Pedro López   | Trek-Segafredo                     | 54u37'23" |
| 2                   | Richard Carapaz    | INEOS Grenadiers                   | + 12"     |
| 3                   | João Almeida       | UAE Team Emirates                  | z.t.      |
| 4                   | Jai Hindley        | BORA-hansgrohe                     | + 20"     |
| 5                   | Guillaume Martin   | Cofidis                            | + 28"     |
| 6                   | Mikel Landa        | Bahrain Victorious                 | + 29"     |
| 7                   | Domenico Pozzovivo | Intermarché-Wanty-Gobert Matériaux | + 54"     |
| 8                   | Emanuel Buchmann   | BORA-hansgrohe                     | + 1'09"   |
| 9                   | Peio Bilbao        | Bahrain Victorious                 | + 1'22"   |
| 10                  | Alejandro Valverde | Movistar Team                      | + 1'23"   |
|                     |                    |                                    |           |
| 11                  | Thymen Arensman    | Team DSM                           | + 1'27"   |
| 30                  | Mauri Vansevenant  | Quick Step-Alpha Vinyl             | + 15'46"  |

## Opgaven
Romain Bardet (Team DSM): afgestapt tijdens de etappe wegens ziekte
1e etappe ·
2e etappe ·
3e etappe ·
4e etappe ·
5e etappe ·
6e etappe ·
7e etappe ·
8e etappe ·
9e etappe ·
10e etappe ·
11e etappe ·
12e etappe ·
13e etappe ·
14e etappe ·
15e etappe ·
16e etappe ·
17e etappe ·
18e etappe ·
19e etappe ·
20e etappe ·
21e etappe
Startlijst · Eindstanden · Afbeeldingen